# Rupes Boris

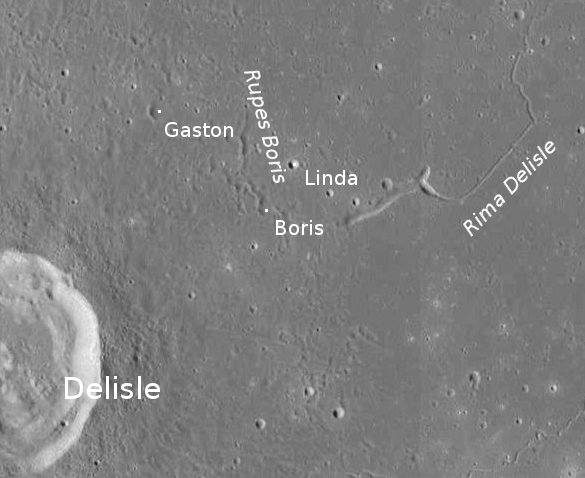
Le Rupes Boris et les cratères Boris, Delisle, Gaston et Linda.

Le Rupes Boris est une falaise lunaire située au Nord-Ouest de la face visible de la Lune.
Le Rupes Boris est un courte crête qui ne mesure que quatre kilomètres de longueur. cette formation s'élève à l'intérieur de la Mare Imbrium. Le Rupes Boris s'étend dans la direction du Nord depuis le cratère Boris entre les cratères Gaston et Linda.
Il a été proposé que le Rupes Boris ne serait pas réellement une crête lunaire, mais peut être une arête formée par les éjectas du cratère Delisle, ce dernier est situé au sud-ouest du cratère Boris est possède une "Rima Delisle" qui se prolonge au-delà le cratère Boris.
Son nom a été adopté en 1985 par l'Union astronomique internationale en raison de la proximité du cratère Boris.